# ليون داياكو
ليون داياكو (بالألمانية: Leon Dajaku؛ مواليد 12 أبريل 2001) هو لاعب كرة قدم ألماني يلعب في مركز الهجوم مع نادي بايرن ميونخ ب في الدوري الألماني الدرجة الثالثة.

## وصلات خارجية
- ليون داياكو على موقع الاتحاد الأوربي (الإنجليزية)
- ليون داياكو على موقع إي إس بي إن إف سي (الإنجليزية)
- ليون داياكو على موقع قاعدة بيانات كرة القدم.إي يو (الإنجليزية)
- ليون داياكو على موقع ليكيب (الفرنسية)
- ليون داياكو على موقع Soccerbase.com (لاعب) (الإنجليزية)
- ليون داياكو على موقع Soccerway.com (الإنجليزية)
- ليون داياكو على موقع عالم كرة القدم.نت (الإنجليزية)
- ليون داياكو على موقع كووورة
- ليون داياكو على موقع AS.com (الإسبانية)